# Aenictus crucifer
Aenictus crucifer är en myrart som beskrevs av Santschi 1914. Aenictus crucifer ingår i släktet Aenictus och familjen myror.

## Underarter
Arten delas in i följande underarter:
- A. c. crucifer
- A. c. tuberculatus